# Hypselodelphys hirsuta
Hypselodelphys hirsuta là một loài thực vật có hoa trong họ Marantaceae. Loài này được (Loes.) Koechlin mô tả khoa học đầu tiên năm 1964.